# Edward Carpenter

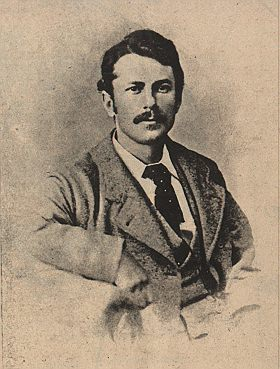
Edward Carpenter in 1875.

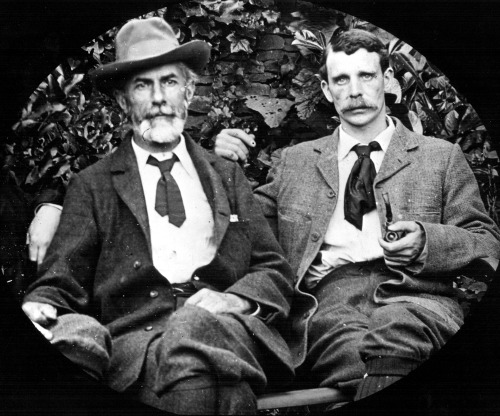
Edward Carpenter en George Merrill in 1905.

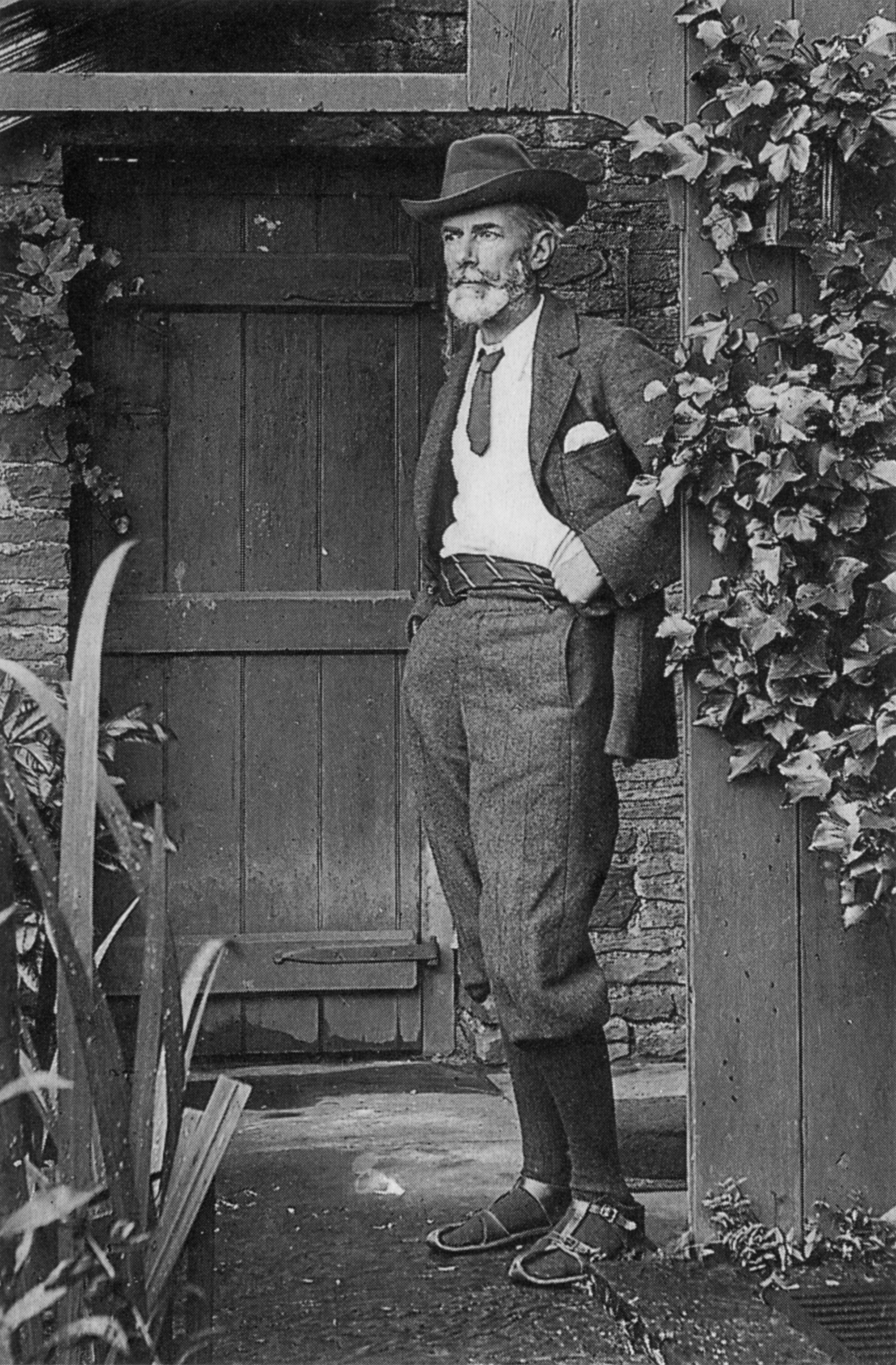
Edward Carpenter in 1905.

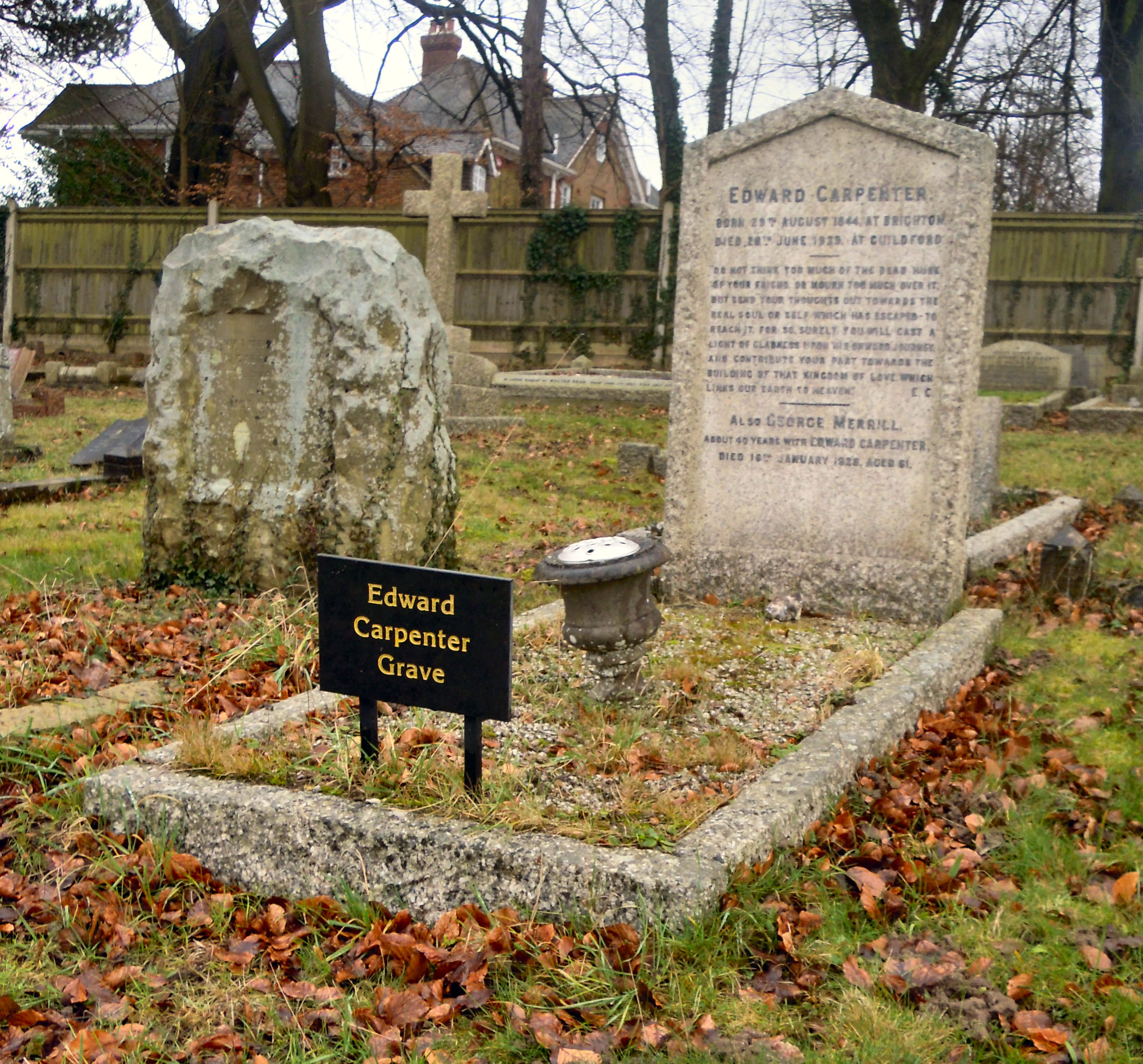
Het graf van Edward Carpenter en George Merrill op de begraafplaats Mount Cemetery.

Edward Carpenter (Hove, 29 augustus 1844 - Guildford, 28 juni 1929) was een Engelse utopische socialist, dichter, filosoof, antholoog en een activist voor homorechten en gevangenishervormingen. Daarnaast pleitte hij voor vegetarisme en tegen vivisectie. Tussen 1870 en 1925 verschenen er tientallen werken van zijn hand.

## Vroege jaren
Zijn academische bekwaamheid werd relatief laat in zijn jeugd duidelijk, maar was voldoende om hem een plaats te geven in de Trinity Hall (een faculteit van de Universiteit van Cambridge). In 1868 studeerde Carpenter af. Een jaar later werd hij gewijd in de Anglicaanse Kerk en werd hij  kapelaan van F.D. Maurice in de St Edward King and Martyr-kerk. Ook ontdekte hij in die tijd zijn homoseksuele gevoelens.
In 1871 werd Carpenter gevraagd om les te geven aan de koninklijke prinsen George V en Albert Victor, maar hij weigerde de positie. Zijn vriend en medestudent John Neale Dalton accepteerde deze in zijn plaats. In de daaropvolgende jaren ervoer Carpenter een toenemend gevoel van ontevredenheid over zijn leven in de kerk en de universiteit. Hij werd moe van wat hij zag als de hypocrisie van de Victoriaanse samenleving.

## Verhuizing naar Noord-Engeland
In 1874 werd Carpenter vrijwillig ontheven van de anglicaanse bediening en verliet de kerk, waarna hij naar Leeds verhuisde. Daar werd hij docent als onderdeel van de University Extension Movement, een onderwijsprogramma dat werd opgezet om onderwijs te bieden aan degenen die eerder niet in staat waren naar de universiteit te gaan. Carpenter doceerde astronomie, het leven van oude Griekse vrouwen en muziek. Vooraf hoopte hij les te gaan geven aan de arbeidersklasse, maar de colleges werden voornamelijk bijgewoond door mensen uit de middenklasse die vaak weinig interesse toonden in de onderwerpen die hij onderwees. Gedesillusioneerd verhuisde Carpenter naar Chesterfield, maar omdat hij die stad saai vond, verhuisde hij een jaar later naar het nabijgelegen Sheffield. Hier kwam hij in contact met handarbeiders, waar zijn seksuele voorkeur naar uitging.
Toen zijn vader in 1882 overleed, erfde Carpenter een som van £6.000 (gelijk aan £620.000 in 2020 - omgerekend circa €750.000,-). Hierdoor kon Carpenter zijn lectoraat opgeven en een eenvoudiger leven zoeken. Hij kreeg een relatie met Albert Ferneyhough, een zeismaker, en samen verhuisden ze in 1883 naar Millthorpe in Holmesfield. Daar liet het stel een huis met enkele bijgebouwen bouwen, en maakten en verkochten ze leren sandalen.
In Sheffield werd Carpenter steeds radicaler en trad in 1883 toe tot de Sociaal-Democratische Federatie (Social Democratic Federation). In eerste instantie probeerde hij een tak te vormen in de stad, maar de groep koos er in plaats daarvan voor om onafhankelijk te blijven en werd de Sheffield Socialist Society. Carpenter stelde onder meer de slechte levensomstandigheden van industriële arbeiders aan de kaak. Al in 1884 stapte hij over naar de Socialist League.
In mei 1889 schreef Carpenter een stuk in de Sheffield Independent. Hierin noemde hij Sheffield "het lachertje van de beschaafde wereld" en zei dat "de gigantische dikke wolk van smog die uit Sheffield opsteeg", was de rook was die opkwam uit de dag des oordeels, en dat dat het altaar was waarop de levens van vele duizenden zouden worden opgeofferd. Ook stelde hij dat 100.000 volwassenen en kinderen moeite hadden om zonlicht te vinden, een ellendig leven leidden, niet konden ademen en stierven aan verwante ziekten.

## Latere leven
Steeds meer aangetrokken tot de hindoeïstische filosofie, reisde Carpenter in 1890 naar India en Ceylon. Na gesprekken met een goeroe ontwikkelde Carpenter de overtuiging dat het socialisme een revolutie zou teweegbrengen in het menselijk bewustzijn en in de economische omstandigheden. Zijn verslag van de reis werd in 1892 gepubliceerd als From Adam's Peak to Elephanta: Sketches in Ceylon and India.
Bij zijn terugkeer in 1891 ontmoette hij George Merrill, een man uit de arbeidersklasse uit Sheffield. Nadat de Ferneyhoughs in 1893 Millthorpe hadden verlaten, werd de 22 jaar jongere Merrill zijn metgezel. De twee bleven de rest van hun leven partners en woonden samen vanaf 1898. Merrill, de zoon van een machinist, was opgegroeid in de sloppenwijken van Sheffield en had weinig formele opleiding genoten.
E.M. Forster was een goede vriend en bezocht het stel regelmatig. Later vertelde hij dat het een bezoek aan Millthorpe in 1913 was dat hem inspireerde tot het schrijven van Maurice, zijn enige roman met een openlijk homoseksuele thematiek. Doordat hij niet voor zijn geaardheid durfde uit te komen, werd het postuum gepubliceerd. Het boek had invloed op het schrijfproces van D.H. Lawrence' roman Lady Chatterley's Lover uit 1928, hoewel dit verhaal over een heteroseksuele relatie gaat.
In 1922 verhuisde het stel naar Guildford. Carpenter was inmiddels 78 jaar. De verhuizing viel Merrill zwaar. Hij raakte verslaafd aan alcohol, waar hij in januari 1928 onverwacht aan overleed. Carpenter was kapot van verdriet en kreeg in mei dat jaar een beroerte waardoor hij deels verlamd raakte. Dertien maanden later overleed Carpenter op 84-jarige leeftijd. Hij werd begraven in hetzelfde graf als Merrill, op de begraafplaats Mount Cemetery.